# Turchi bianchi

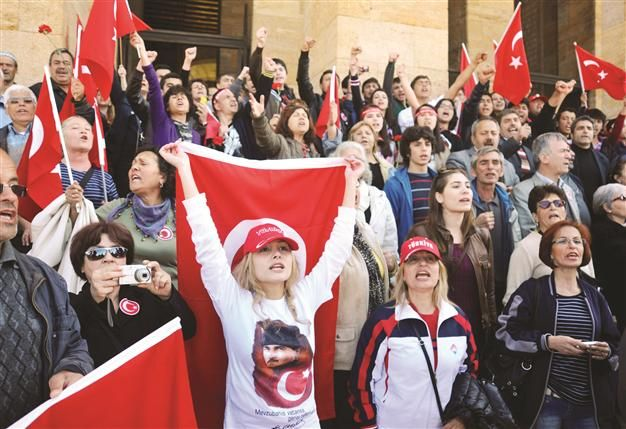
Gruppo di turchi bianchi davanti al mausoleo di Mustafa Kemal Atatürk

Il termine turchi bianchi (in turco Beyaz Türkler) viene usato per definire la popolazione urbana di ceto medio che ha abbracciato o beneficiato direttamente della modernizzazione della Turchia. Alcuni valori a loro generalizzati sono il secolarismo, l'illuminismo occidentale, il positivismo e il repubblicanesimo. I turchi bianchi sono in contrasto con i cosiddetti turchi neri (in turco Kara Türkler o Siyah Türkler), nome utilizzato per la popolazione islamista e conservatrice, generalmente meno istruita e di origini rurali.

## Origini
Si ritiene che questi termini siano stati originariamente coniati dal defunto giornalista Ufuk Güldemir, nel suo libro del 1992 Teksas Malatya; il termine "turchi bianchi" veniva usato analogamente all'americano WASP, con lo scopo di descrivere una vecchia élite che si opponeva all'allora primo ministro Turgut Özal a causa delle sue origini curde, della sua religiosità e per la sua distanza nei confronti dell'esercito. Il termine è stato successivamente ripreso dalla sociologa Nilüfer Göle e reso popolare da editorialisti, giornalisti e politologi turchi che lo hanno utilizzato per riferirsi a vari gruppi sociali in Turchia.

## Contesto
Il contrasto tra le due definizioni è storicamente legato all'emergere della classe media, verso la fine del XX secolo, ed è un'espressione della coscienza d'élite, usata anche in chiave dispregiativa verso una parte della popolazione vista come arretrata. La nascita di alcune élite turche risale tuttavia al XIX secolo, con il supporto per le Tanzimat.
Anand Giridharadas descrive la dicotomia tra turchi bianchi e neri come "una straordinaria guerra culturale su cosa significhi essere turchi":
Il presidente Recep Tayyip Erdoğan si è spesso definito un turco nero. Il termine è stato utilizzato anche dal candidato alla presidenza del 2018 Muharrem İnce per descrivere se stesso, sostenendo che Erdoğan non era più un turco nero.
In un approccio ironico a questo dualismo, Mümin Sekman ha scritto nel suo libro Türk Usulü Başarı che, tra le altre cose, i turchi neri ascoltano l'arabesk e la musica folk, mentre i turchi bianchi preferiscono la musica occidentale e il pop turco; i turchi neri organizzano matrimoni combinati, mentre i turchi bianchi scelgono i propri partner; i turchi bianchi si incontrano negli aeroporti, mentre i turchi neri usano i terminal degli autobus.
Ertuğrul Özkök, giornalista della testata Hürriyet, si considera un turco bianco e generalizza il gruppo come segue:
Nel 2014, ha anche affermato che sotto l'attuale governo dell'AKP, i turchi bianchi rappresentano il nuovo gruppo oppresso in Turchia, dopo curdi e aleviti, e che, sempre più emarginati, devono "imparare a combattere difendendo il proprio stile di vita".

## Turchi grigi
Alcuni osservatori, come Ayşe Sözen e Nilüfer Narlı, notano anche l'emergere di un terzo gruppo, i cosiddetti "turchi grigi", che sono urbanizzati, ben istruiti e amano la musica e i film occidentali, pur essendo musulmani devoti. Alcuni usano il termine anche per riferirsi agli aspiranti turchi neri che hanno scalato la scala socio-economica ai tempi di Turgut Özal e hanno guadagnato slancio durante l'attuale governo dell'AKP.